# Оджибва (Вісконсин)
Оджибва (англ. Ojibwa) — місто (англ. town) в США, в окрузі Соєр штату Вісконсин. Населення — 307 осіб (2020).

## Демографія
Згідно з переписом 2010 року, у місті мешкало 249 осіб у 109 домогосподарствах у складі 80 родин. Було 334 помешкання
Расовий склад населення:
| - 92,0 % — білих - 2,0 % — корінних американців - 1,2 % — осіб інших рас |

До двох чи більше рас належало 4,8 %. Частка іспаномовних становила 3,2 % від усіх жителів.
За віковим діапазоном населення розподілялося таким чином: 19,7 % — особи молодші 18 років, 60,2 % — особи у віці 18—64 років, 20,1 % — особи у віці 65 років та старші. Медіана віку мешканця становила 52,1 року. На 100 осіб жіночої статі у місті припадало 111,0 чоловіків;  на 100 жінок у віці від 18 років та старших — 108,3 чоловіків також старших 18 років.
Середній дохід на одне домашнє господарство  становив 43 971 долар США (медіана — 42 188), а середній дохід на одну сім'ю — 57 558 доларів (медіана — 55 000). Медіана доходів становила 43 125 доларів для чоловіків та 25 556 доларів для жінок. За межею бідності перебувало 17,5 % осіб, у тому числі 18,5 % дітей у віці до 18 років та 9,7 % осіб у віці 65 років та старших.
Цивільне працевлаштоване населення становило 94 особи. Основні галузі зайнятості: будівництво — 21,3 %, виробництво — 18,1 %, мистецтво, розваги та відпочинок — 18,1 %.